# Jag var så kär
Jag var så kär är en sång skriven av Agnetha Fältskog, och inspelad av henne. Agnetha Fältskog skivdebuterade med låten på singeln Cupol CS 211 i november 1967 med Följ med mig som B-sida , vilken även blev hennes första listetta på Kvällstoppen i början av 1968. Skivan såldes i över 80 000 exemplar. Hon ackompanjerades av Sven-Olof Walldoffs Orkester.
Melodin låg på Svensktoppen i 12 veckor under perioden 28 januari-10 mars 1968, och låg som högst 3:a på listan .
Låten har senare kommit att tolkas av bland andra svenska dansband, till exempel Vikingarna på albumet Kramgoa låtar 7 1979 , Thorleifs på albumet Och du tände stjärnorna 1994  samt Carina Jaarneks orkester 1998 på albumet Under alla dessa år .
Den finns även med estnisk text under titeln "Sulle kõik nüüd ütlen" och sjöngs in av Helgi Sallo ocvh Kalju Terasmaa. 